# Víctor Rodríguez (peleador)
Víctor Rodríguez (Guadalajara, Jalisco; 5 de septiembre de 1992) es un artista marcial mixto mexicano naturalizado estadounidense que compite en la división de peso mosca.

## Carrera de artes marciales mixtas

### Carrera temprana
En 2012, inició su carrera en MMA en promociones regionales de Alaska, donde acumuló cinco victorias y dos derrotas. Durante este periodo, Rodríguez tuvo una inactividad de casí cuatro años sin pelear (entre 2014-18).

### Ultimate Fighting Championship
Vicious Rodríguez hizo su debut el 31 de octubre de 2020 enfrentándose a Adrian Yanez en UFC Fight Night 181, ocupando el lugar de Aaron Phillips, quien se retiró del evento a causa de una lesión. Perdió la pelea por KO en el primer asalto.
Se tenía previsto que Rodríguez enfrentara a Denys Bondar el 22 de mayo de 2021 en UFC Fight Night 188. Sin embargo, Bondar se retiró del evento y su lugar fue ocupado por Bruno Gustavo da Silva. Perdió la pelea por nocaut al minuto del primer asalto.

## Récord en artes marciales mixtas
| Récord profesional | Récord profesional | Récord profesional |
| 9 peleas           | 5 victorias        | 4 derrotas         |
| ------------------ | ------------------ | ------------------ |
| Nocaut             | 5                  | 3                  |
| Sumisión           | 0                  | 1                  |
| Decisión           | 0                  | 0                  |

| Resultado | Récord | Oponente               | Método                      | Evento                                       | Fecha                   | Ronda | Tiempo | Localización      | Notas |
| --------- | ------ | ---------------------- | --------------------------- | -------------------------------------------- | ----------------------- | ----- | ------ | ----------------- | ----- |
| Derrota   | 5–4    | Bruno Gustavo da Silva | KO (golpe)                  | UFC Fight Night: Font vs. Garbrandt          | 22 de mayo de 2021      | 1     | 1:00   | Las Vegas, Nevada |       |
| Derrota   | 5–3    | Adrian Yanez           | KO (patada en la cabeza)    | UFC Fight Night: Hall vs. Silva              | 31 de octubre de 2020   | 1     | 2:46   | Las Vegas, Nevada |       |
| Victoria  | 5–2    | Jared Mazurek          | TKO (golpes)                | Alaska Fighting Championship 157             | 26 de febrero de 2020   | 2     | 3:33   | Anchorage, Alaska |       |
| Victoria  | 4–2    | John George            | TKO (golpes)                | Power Plant Productions: Metal & Mayhem 2    | 17 de mayo de 2019      | 1     | N/A    | Soldotna, Alaska  |       |
| Victoria  | 3–2    | Tristin Lowe           | TKO (golpes y patadas)      | Power Plant Productions: Blood Sweat & Beers | 19 de mayo de 2018      | 2     | 1:01   | Soldotna, Alaska  |       |
| Victoria  | 2–2    | Caleb Miller           | TKO (golpes)                | Alaska Fighting Championship 138             | 28 de marzo de 2018     | 1     | 1:25   | Anchorage, Alaska |       |
| Derrota   | 1–2    | Jeff Bailey            | Sumisión (rear-naked choke) | Solid as a Rock Fighting Championships 8     | 6 de diciembre de 2014  | 2     | 3:07   | Fairbanks, Alaska |       |
| Derrota   | 1–1    | Johnny Taunton         | KO (golpe)                  | Land of the Midnight Sun 1                   | 14 de junio de 2014     | 1     | 2:28   | Anchorage, Alaska |       |
| Victoria  | 1–0    | Kory Spooner           | TKO (golpes en el cuerpo)   | Peninsula Fighting Championship              | 29 de diciembre de 2012 | 1     | 2:39   | Soldotna, Alaska  |       |